# Colette Vivier
Pour les articles homonymes, voir Vivier (homonymie).
Colette Vivier (née Colette Lejeune le 4 juillet 1898 à Paris et morte dans cette même ville le 9 septembre 1979) est une autrice de littérature d'enfance et de jeunesse.
Elle commence à publier ses romans dans les années 1930. Ses premiers textes étaient destinés à apprendre le français à des enfants allemands. Son roman La Maison des petits bonheurs obtient le Prix Jeunesse en 1939. Dans les années 1940, elle écrit pour l’Almanach du gai savoir pour enfants.
Elle a épousé en 1925 Jean Duval, décédé en 1957, professeur agrégé de lettres, dont elle a partagé les activités clandestines pendant l'Occupation, et dont elle a eu un fils, André.

## Œuvre
- 1932 : La Maison sens dessus dessous, Hachette, collection Bibliothèque rose illustrée, illustrations de André Pécoud, roman, 249 p.
- 1932 : Cinq Petites Filles. Éditeur : Firmin-Didot, illustrations de Geneviève Sandrin, 208 p.
- 1935 : Mémoires d'un petit cheval blanc, illustrations de Madeleine Fragny, Paris, Larousse.
- 1935 : Colin-maillard, Hachette, collection Bibliothèque rose illustrée, illustrations d'Armand Rapeño, roman, 246 p.
- 1936 : Didine et les autres, Librairie Gallimard, collection Albums du Gai Savoir 7, illustrations d'André Robert, 32 pages.
- 1936 : Didine au pays des mots, illustrations d'A. Robert, Gallimard.
- 1937 : Max et Rémi. Éditeur : Albin Michel, illustrations de A. Rapeño, roman, 288 p.
- 1937 : La Belle Eau fraîche, Librairie Gallimard, collection Albums du Gai Savoir, 7, images de Madeleine Parry, 32 pages, album, 32 pages.
- 1939 : La Maison des petits bonheurs, éditions La Farandole, 1970, illustrations de Jacqueline Mathieu; 1993 ; Tournai, Casterman, 2003.
- 1940 : Huit Proverbes.
- 1940 : Almanach du gai savoir pour 1941, illustrations de Georges Beuville, La Nouvelle Revue française, Gallimard, 218 p.
- 1941 : Leurs maisons, coll. « Albums du gai savoir », Éditions Gallimard, illustrations d'Hans Augusto Rey, 32 p.; réédition 2002
- 1941 : Almanach du gai savoir pour enfants 1942, illustrations de Georges Beuville, La Nouvelle Revue française, Gallimard, 191 p.
- 1942 : Almanach du gai savoir pour enfants 1943, illustrations de Georges Beuville, La Nouvelle Revue française, Gallimard.
- 1943 : Entrez dans la danse, illustrations d'André Pécoud,Hachette, collection Bibliothèque rose illustrée, 283 p.
- 1943 : Almanach du gai savoir pour enfants 1944, illustrations de Georges Beuville, La Nouvelle Revue française, Gallimard, 253 p.
- 1944 : A B C Féérique, Éditeur : Nicea, illustré Par René Brantonne, 28 pages.
- 1945 : Almanach du gai savoir pour enfants 1945, illustrations de Georges Beuville et Jean Effel, La Nouvelle Revue française, Gallimard.
- 1945 : Almanach du gai savoir pour enfants 1946, illustrations de Georges Beuville, La Nouvelle Revue française, Gallimard, 296 p.
- 1945 : Petite Princesse, Éditeur : Nicea, illustrations de Martine, conte, 16 pages.
- 1946 : Almanach du gai savoir pour enfants 1947, illustrations de Georges Beuville, La Nouvelle Revue française, Gallimard, 320 p.
- 1946 : La Maison des quatre vents, illustrations d'Henri Crespi éd. Hier et Aujourd’hui, 1946 ; réédition G. P., coll. « Rouge et Or Souveraine », no 215, illustrations de Jacques Pecnard, 1965, avec modifications et avant-propos; réédition en 1974 ; réédition aux éditions Casterman, avec modification d'André Duval (fils de l'autrice), 2000; réédition avec illustrations de Serge Bloch, Casterman,2012.
- 1946 : Les Compagnons du Monomotapa, illustrations d'André Pécoud, Hachette, collection Bibliothèque rose illustrée, 282 pages.
- 1947 : Almanach du gai savoir pour enfants 1948, illustrations de Georges Beuville, La Nouvelle Revue française, Gallimard, 333 p.
- 1947 : Le Pays du calcul, 1947, Gallimard.
- 1950 : La Grande Roue, G. T. Rageot, Éditions de l'Amitié, coll. « Heures Joyeuses », illustré par Ival, 246 Pages. Réédition collection Rouge et Or Souveraine no 313, 1972. Illustré par Jacques Pecnard.
- 1952 : Rémi et le fantôme, Paris, édit. Bourrelier, collection Marjolaine, illustrations de J. Besson, roman, 174 pages. Réédition Éditions La Farandole, 1966, illustrations de Jacques Kamb.
- 1953 : L'Étoile polaire, Les Éditeurs français réunis, novembre 1953, collection « Les Livres d'hier et d'aujourd'hui », illustration de René Moreu ; Éditions la farandole, Paris, 1960, illustrations de Max Brunel.
- 1954 : La Maison du loup, Paris ; G. T. Rageot, Éditions de l'Amitié, coll. « Heures Joyeuses », no 96, illustrations Michel Jouin; réédition : Éditions de l'Amitié, coll. « Bibliothèque de l'Amitié », illustrations de Françoise Estachy, 1968; réédition: Éditions G. P., collection Rouge et Or, 1996.
- 1954 : Le Voyage aux îles, Hachette, collection Idéal-Bibliothèque, no 71, illustrations d'Albert Chazelle.
- 1955 : La Porte ouverte, illustration de Françoise Estachy, Éditions Bourrelier, coll. « Marjolaine »; rééditions 1957 et 1963; réédition: Éditions G. P., collection Rouge et Or Souveraine, no 295, illustrations de Jacques Pecnard, 1971; rééditions : Casterman, 1996.
- 1964 : Les Dix Voyages d’Antoine, Éditions La Farandole, illustrations de Janusz Grabianski, album, 16 pages.
- 1968 : Le Petit Théâtre, Éditions La Farandole.
- 1973 : Le Petit âne gris, Éditions La Farandole, collection « mille couleurs ».
- 1973 : Lulu, qu’est-ce que tu as perdu ?, Éditions La Farandole, collection « mille couleurs ».
- 1975 : Les Martiens et autres histoires, Éditions La Farandole, illustrations de Jean Garonnaire.
- 1975 : Les Trois Pêches.
- 1976 : La Nuit des surprises, et autres histoires, Paris, éditions La Farandole.
- 1977 : Bonjour Marion (réécriture 1977 d’Entrez dans la danse, dans la Bibliothèque Rouge et Or Souveraine no 345  ; le personnage de la tante Fée n’y a pas d’équivalent).
- 1978 : Auto-stop (quatorze petites histoires).
- 1978 : Le Grenier aux jouets, J'aime lire.
- 1980 : Le Calendrier de Vincent, éditions de l'Amitié, collection Bibliothèque de l'amitié, Paris.

## Prix et distinctions
- 1939 : Prix Jeunesse
- 1972 : (international) « Hightly Commended Authors »[6], par l' IBBY, pour l'ensemble de son œuvre
- 1974 : (international) « Hightly Commended Authors »[6], par l' IBBY, pour l'ensemble de son œuvre

## Postérité
Plusieurs bibliothèques pour enfants portent le nom de Colette Vivier (à Maromme, à Saint-Jean-de-la-Ruelle). La bibliothèque Brochant, dans le 17e arrondissement de Paris, a été renommée Bibliothèque Colette Vivier en 2010.